# Marià Curto i Forés
Marià Curto i Forés (Tortosa, 10 d'octubre de 1949) és un economista i polític català, alcalde de Tortosa, diputat al Parlament de Catalunya en la IV, V i VI legislatures i senador designat pel Parlament de Catalunya.

## Biografia
És llicenciat en ciències econòmiques per la Universitat de Barcelona i màster en direcció i administració d'empreses per l'Escola Superior d'Administració i Direcció d'Empreses (ESADE). Ha treballat com a consultor d'empreses i és membre d'Òmnium Cultural i del Club Deportiu Tortosa.
Membre de CiU, fou elegit regidor a l’Ajuntament de Tortosa a les eleccions municipals de 1983. Després de les de 1987 fou designat tinent d'alcalde i a les de 1995 fou escollit alcalde de Tortosa, càrrec que va ocupar fins a 1999. També ha estat diputat de la Diputació de Tarragona el 1987-1989 i president del Consell Comarcal del Baix Ebre el 1988-1991.
Fou elegit diputat a les eleccions al Parlament de Catalunya de 1992, 1995 i 1999. Ha estat secretari de la Comissió d'Economia, Finances i Pressupost del Parlament de Catalunya i senador designat per la comunitat autònoma el 2001-2003. Ha estat portaveu de les Comissions de Defensa i d'Incompatibilitats del Senat.